# Appellationsgericht Frankfurt am Main
Das Appellationsgericht Frankfurt am Main war ein Gericht der zweiten Instanz in der Freien Stadt Frankfurt und später in Preußen.

## Geschichte

### Vorgeschichte
Im Großherzogtum Frankfurt bestand das Schöffen-Appellationsgericht Frankfurt als Gericht zweiter Instanz.

### Freie Stadt Frankfurt 1816 bis 1855
Rechtsgrundlage des Appellationsgerichts war die Konstitutionsergänzungsakte von 1816, die Verfassung der Freien Stadt Frankfurt. In der Freien Stadt Frankfurt bestand danach keine Trennung der Rechtsprechung von der Verwaltung. Das Appellationsgericht setzte sich vielmehr aus sieben Mitgliedern des Senats der Freien Stadt Frankfurt zusammen. Der Präsident des Gerichts oder Schultheiß wurde aus der ersten Bank des Senats, der Bank der Schöffen gewählt. Er musste ein "Rechtsgelehrter" sein, also ein abgeschlossenes juristisches Studium haben. Daneben gehörten die vier städtischen Syndici (die ebenfalls aus der Schöffenbank stammten) Räte am Gericht. Zwei (oder drei, wenn der Präsident gleichzeitig Syndikus war) weitere Räte wurden aus der Schöffenbank gewählt, von denen mindestens einer Rechtsgelehrter sein musste. Die Wahl erfolgte auf drei Jahre, wobei eine Wiederwahl möglich war.
Das Appellationsgericht war zweite Instanz für zivil- und verwaltungsrechtliche Entscheidungen der erstinstanzlichen Gerichte, dem Stadtgericht, dem Landamt, dem Kuratelamt sowie der Hypotheken-, Transkriptions- und Währschaftsbehörde und dem Fiscalat.
Das Appellationsgericht war gleichzeitig als Criminalgericht für die strafrechtliche Behandlung von Verbrechen zuständig.
Dem Appellationsgericht war das Oberappellationsgericht in Lübeck übergeordnet.

### Neuregelungen 1855
Mit dem Organischen Gesetz von 1855 wurde die Verfassung geändert. Die Trennung von Justiz und Verwaltung wurde umgesetzt. Die Richter wurden nun durch Senatoren und Gesetzgebende Versammlung gewählt. Die Senatoren, die bisher im Appellationsgericht tätig waren, mussten sich entscheiden, ob sie Mitglied im Senat oder im Appellationsgericht bleiben wollten. Details regelte das Gesetz über die Gerichtsverfassung der freien Stadt Frankfurt vom 16. September 1856.

### Annexion durch Preußen 1866
Mit der Annexion der Freien Stadt Frankfurt durch Preußen wurde das Appellationsgericht zu einem preußischen Appellationsgericht. Es war nun dem Preußischen Obertribunal nachgeordnet. Es bestand aus einem Präsidenten und sechs Räten. Der Sprengel des Gerichts umfasste die Stadt Frankfurt am Main und den Landkreis Frankfurt am Main.
Mit den Reichsjustizgesetzen wurde das Appellationsgericht 1879 aufgelöst. Seine Aufgaben übernahm das Landgericht Frankfurt am Main.

## Richter
Für die Richter am Gericht siehe die Kategorie:Richter (Appellationsgericht Frankfurt am Main).
- Georg August Bachmann (1817 bis 1818)
- Johann Konrad Behrends (1838 bis 1843)
- Johann Büchner (1816 bis 1833)
- Johann Ernst Friedrich Danz (1819 bis 1837)
- Peter Joseph Aloys Eder (1857 bis 1864)
- Wilhelm Gwinner (1854 bis 1855)
- Eduard Ludwig von Harnier (1845 bis 1862)
- Georg Wilhelm Hessenberg (1857 bis 1858)
- Sigismund Paul Hiepe (1838- [1841])
- Johann Peter Hieronymus Hoch (1831)
- Johann Isaac Hoffmann (1825 bis 1831)
- Carl Jeanrenaud (1857 bis 1864)
- Johannes Kappes (1835 bis 1837)
- Maximilian Körner (1857 bis 1858)
- Friedrich Kugler (1857 bis 1864)
- Johann Jacob Lucius (1821 bis 1825)
- Friedrich Philipp Wilhelm von Malapert-Neufville (1819 bis 1831)
- Johann Friedrich von Meyer (1822 bis 1848)
- Bernhard Miltenberg
- Samuel Gottlieb Müller (1846 bis 1855)
- Daniel Heinrich Mumm von Schwarzenstein
- Gustav Edmund Nestle (1857 bis 1864)
- Johann Georg Neuburg (1846 bis 1855)
- Johann Jacob Rothhan (1819 bis 1820)
- Julius August Scharff (1857 bis 1864)
- Johann Justus Scherbius (1819 bis 1820)
- Johann Friedrich Schmid (1841)
- Carl Friedrich Wilhelm Schmidt (1819 bis 1821)
- Eduard Souchay (1841 bis 1846)
- Ferdinand Maximilian Starck (1835 bis 1846)
- Johann Gerhard Christian Thomas
- Friedrich Philipp Usener (1841 bis 1855)
- Georg Wilhelm Zeitmann (1828 bis 1835)
- Johann Wilhelm Joseph Pfarr (1862 bis 1863)
- Georg Christoph Binding (1864)

### Gerichtspräsidenten
- Friedrich Maximilian von Günderrode ((1813)1816 bis 1824)
- Johann Büchner (1824 bis 1833)
- Johann Ernst Friedrich Danz (1834 bis 1837)
- Johann Friedrich von Meyer (1837 bis 1848)
- Ferdinand Maximilian Starck (1850 bis 1855)
- Maximilian Körner (1857 bis 1864)